# Коморы на Универсиадах
Коморы принимают участие в Универсиадах начиная с летней Универсиады 1995 года в Фукуокее. На зимних Универсиадах спортивная делегация Комор не участвовала ни разу.
На настоящее время (после летней Универсиады 2021 и зимней Универсиады 2023) спортсмены Комор на всех Универсиадах медалей не завоевали.